# Dicrurus lophorinus
El drongo cingalés (Dicrurus lophorinus) es una especie de ave paseriforme de la familia Dicruridae endémica de Sri Lanka. Anteriormente se consideraba una subespecie del drongo de raquetas grande.

## Taxonomía
En el pasado se clasificó como la única especie del género Dissemurulus, y en Dissemuroides. Posteriormente se clasificó como subespecie de D. paradiseus, pero presenta diferencias en la morfología de la cola y su voz, por lo que ahora se consideran especies separadas.

## Descripción
Su plumaje es negro brillante, con brillos metálicos azules o azul verdosos. Presenta un penacho rizado en la frente. Su cola es muy larga y ancha, profundamente ahorquillada. Sus ojos son rojos. Ambos sexos tienen un aspecto similar.

## Comportamiento
Es un ave forestal que se encuentra en los bosques tropicales húmedos. Como los demás drongos se alimenta de insectos que caza desde un posadero.
Imita los cantos de otras especies de aves pero siempre con un sonido metálico.